# Hermagor-Pressegger See
Hermagor-Pressegger See (in sloveno Šmohor-Preseško jezero) è un comune austriaco di 6 840 abitanti nel distretto di Hermagor, in Carinzia, del quale è capoluogo e centro maggiore; ha lo status di città capoluogo di distretto (Bezirkshauptstadt).
È l'unico capoluogo di distretto austriaco che confina con l'Italia.

## Geografia fisica
Il comune si trova nella bassa Gailtal, vicino al confine con l'Italia, ed è delimitato a nord dalle Alpi della Gail e a sud dalle Alpi Carniche. Nel territorio comunale si trova il Lago di Pressegger (in tedesco "Pressegger See"), uno dei più caldi dell'Austria.

## Storia

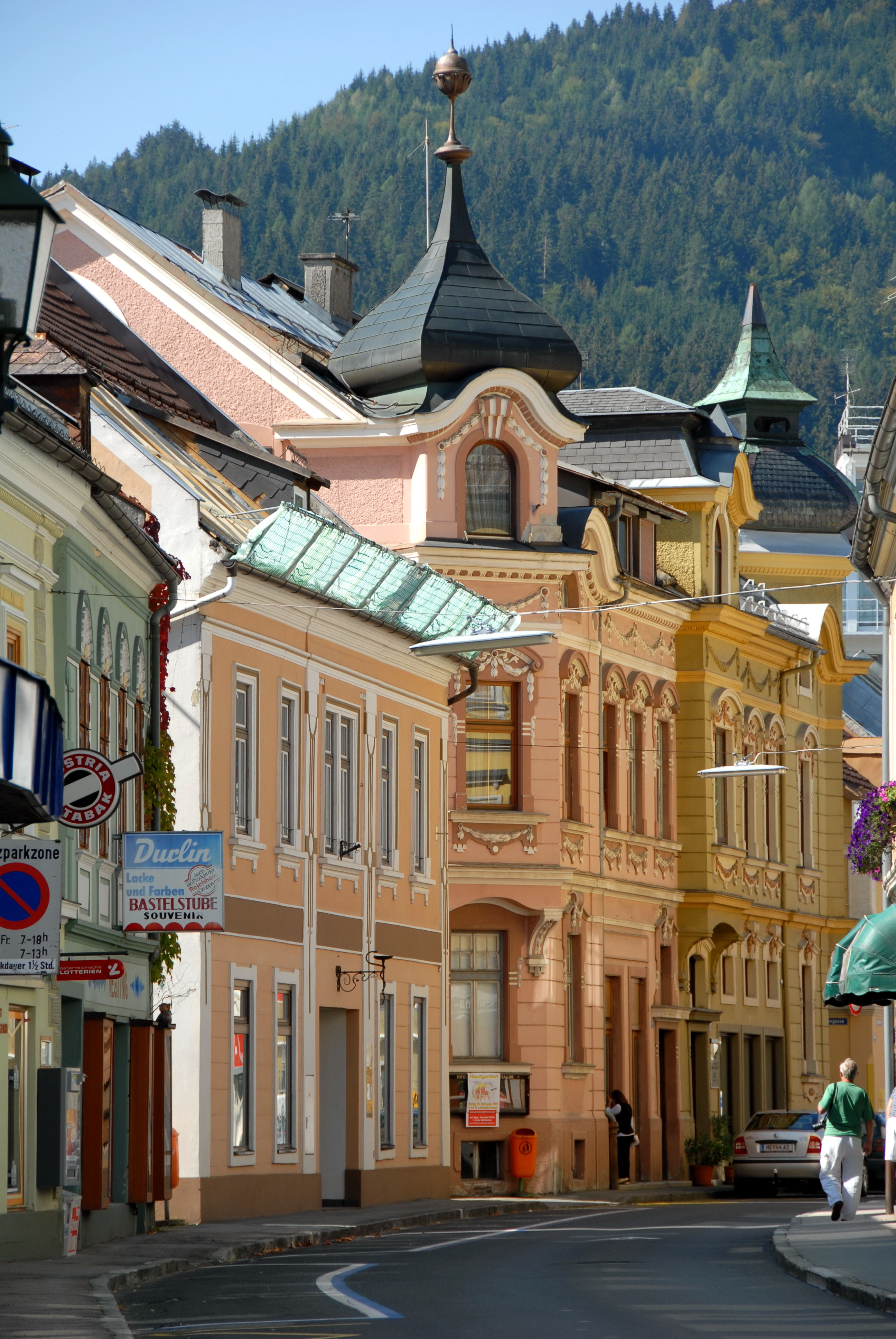
Una via del centro di Hermagor

Come dimostrano reperti rinvenuti, l'area in cui sorge Hermagor era popolata sin da prima dell'annessione all'Impero romano da popolazioni celtiche; si trattava di un importante nodo commerciale presso cui transitavano i minerali ferrosi diretti verso il Mediterraneo. Il nome Hermagor, menzionato per la prima volta in un documento del 1169, deriva da sant'Ermacora, primo vescovo e patrono del patriarcato di Aquileia a cui era soggetta questa zona nell'Alto Medioevo. Nel 1288 l'insediamento ottenne i diritti di mercato. Come altre località della Gailtal, Hermagor venne devastata dagli ottomani durante il XV secolo.
Nel 1779 il botanico Franz Xaver von Wulfen scoprì il fiore Wulfenia carinthiaca sul Gartnerkofel, la vetta che domina la città. Hermagor divenne capoluogo di distretto nel 1868, venne elevato al rango di città nel 1930 e inglobò il comune soppresso di Möschach nel 1958. Il comune di Hermagor-Pressegger See è stato istituito nel 1973 con la fusione dei comuni soppressi di Egg, Mitschig, Görtschach, Hermagor e Rattendorf.

## Monumenti e luoghi d'interesse
- Castello di Thurnhof
- Castello di Möderndorf, che ospita anche il museo etnografico della Gailtal.
- Castel Lerchenhof, nella località di Untermöschach.

## Economia
La principale attività economica del comune è il turismo, che d'estate  si concentra lungo le rive del Lago di Pressegger mentre d'inverno si sviluppa nel comprensorio sciistico del passo di Pramollo (in tedesco "Nassfeld"). La località di Tröpolach si trova ai piedi del comprensorio, che è il più ampio della Carinzia, e ne costituisce il punto d'accesso in quanto, oltre che con la strada, si può raggiungere direttamente il passo anche con la cabinovia Millennium-Express, una delle più lunghe delle Alpi.

### Gemellaggi
- Pontebba